# Jan Åström
Jan Bertil Åström, född 7 augusti 1960 i Falun, är en svensk sångare och skådespelare.
Jan Åström har studerat klassisk sång vid The San Francisco Conservatory of Music.
Han har haft flera egna band, bland annat Hot Soup som spelade allt från Jacques Brel till Deep Purple.
Han har spelat i musikaler som Les Miserables på Cirkus i Stockholm, Annie på Göta Lejon, Guys and Dolls på Oscars och Little Shop of Horrors på Chinateatern, i den sistnämnda gav han röst åt den köttätande växten. Här bör även nämnas rollen som Samuel Nöjd i Kristina från Duvemåla på Cirkus i Stockholm och Lustigs Per i dalapjäsen Skinnarspelet i Malung.
Under hösten år 2011 gestaltade han Tevje i Dalateaterns uppsättning av Spelman på taket.
Åström har under flera säsonger medverkat i krogshowen R.E.A. (Roligt Elakt Aktuellt) på Hamburger Börs i Stockholm.

## Film och TV-serier
- 1995 – Pingvinen och lyckostenen (röst som Drake)
- 1995 – Babe - den modiga lilla grisen (övriga röster)
- 1998 – Djungelboken: Mowglis äventyr (röst som Baloo)
- 2000 – Det nya landet (Big Bert)
- 2000 – Den lilla sjöjungfrun II – Havets hemlighet (röst som Underström)
- 2001 – Familjehemligheter (Gunnar)
- 2001 – Spy Kids (röst som Isidor "Machete" Cortez)
- 2002 – Spy Kids 2 - De förlorade drömmarnas ö (röst som Isidor "Machete" Cortez)
- 2003 – Spy Kids 3-D: Game Over (röst som Isidor "Machete" Cortez)
- 2004 – Kogänget (röst som buffeln Junior)
- 2005 – Wallander – Mörkret (Martin Bruck)
- 2005 – Tarzan II (röst som Kago)
- 2006 – Asterix och vikingarna (röst som hövding Storslägga)
- 2008 – Den lilla sjöjungfrun - Sagan om Ariel (röst som Stingy)
- 2008 – Horton (röst som Vlad)
- 2009 – Prinsessan och grodan (röst som Louis)
- 2010 – Trassel (röst som buse med krok)
- 2011 – Rango (röst som Bad Bill)
- 2014 – Draktränaren 2 (röst som Drago Blödland)
- 2015 – Ronja Rövardotter (TV-serie) (röst som Borka)
- 2016 – Ice Age: Scratattack (röst som Teddy)
- 2019 – Klaus (röst som Klaus)
- 2021 – Jurassic World: Krita-lägret (TV-serie) (röst som Hawkes)
- 2022 – Minioner: Berättelsen om Gru (röst som Järnhand)

## Teater

### Roller (ej komplett)
| År   | Roll           | Produktion                                                 | Regi            | Teater                 |
| ---- | -------------- | ---------------------------------------------------------- | --------------- | ---------------------- |
| 1984 | Pelle Svanslös | P. Svanslös Bodil Malmsten                                 | Bodil Malmsten  | Oscarsteatern          |
| 1995 | Audrey II      | Little shop of horrors Alan Menken och Howard Ashman       | Thomas Ryberger | Chinateatern           |
| 1998 | Big Jule       | Guys and Dolls Frank Loesser, Joe Swerling och Abe Burrows | Hans Marklund   | Oscarsteatern          |
| 2012 | Sjömannen      | Hjälten från Kalmarsund Franz Arnold och Ernst Bach        | Bo Hermansson   | Krusenstiernska gården |